# Stejnopohlavní manželství ve Vietnamu
Vietnam nelegalizoval stejnopohlavní manželství, ani žádnou jinou formu stejnopohlavních svazků.

## Historie
Předchozí legislativa odmítající všechny formy soužití byla nahrazená novým manželským zákonem, který přijal vietnamský parlament v roce 2000.
V květnu 2012 se ve městě Ha Tien konal tradiční svatební obřad homosexuálního páru, který však následně pozastavily místní autority.
O dva měsíce později oznámil vietnamský ministr spravedlnosti Ha Hung Cuong, že vláda zváží možnost legalizace sňatků pro páry stejného pohlaví kvůli ochraně svobod jednotlivců, mezi něž patří i manželství pro všechny. Téma rovného manželství se mělo stát předmětem politických diskuzí na jaře 2013. Nicméně v únoru 2013 požádalo Ministerstvo spravedlnosti, aby je vietnamské Národní shromáždění odložilo na rok 2014.
V červnu 2013 navrhlo Ministerstvo spravedlnosti zákon, který by odstranil zákaz sňatků mezi osobami stejného pohlaví ze zákona o manželství a rodině, a aby poskytl určitá práva párům stejného pohlaví žijícím ve společné domácnosti. Národní shromáždění se návrhem začalo zabývat v říjnu 2013. 24. září 2013 vydala vietnamská vláda dekret rušící veškeré správní sankce za uzavírání stejnopohlavního manželství. Ten nabyl účinnosti 11. listopadu 2013. 27. května 2014 odstranila Komise pro sociální záležitosti při Národním shromáždění veškerá ustanovení týkající se práv a povinnosti soužití párů stejného pohlaví vycházející z vládního návrhu novely zákona o manželství a rodině. Pozměněný návrh přijalo Národní shromáždění 19. června 2014. Účinným se stal 1. ledna 2015.

### Právní situace
Článek 64 vietnamské ústavy říká: "Rodina je základem společnosti, a že manželství a rodina podléhají zvláštní ochraně ze strany státu. Manželství je založené na principu svobodného rozhodnutí, vzájemné plodnosti, monogamie a rovnosti mezi manželem a manželkou. Rodiče jsou plně zodpovědní za řádnou výchovu svých dětí v dobré občany. Děti a vnoučata jsou povinny ctít svých rodičů a prarodičů a v souladu s dobrými mravy jim poskytnout patřičnou péči v nemoci a ve stáří. Stát a společnost by měly aktivně usilovat o nulovou diskriminaci dětí." Tento článek byl v listopadu 2013 ostraněn a nahrazen článkem 36, který neobsahuje žádnou přímou definici manželství.
Od 12. ledna 2013 vietnamská vláda nepokutuje nikoho, kdo se zúčastní svatebního obřadu, v němž jako snoubenci figurují osoby stejného pohlaví. Co se týče regionálních záležitostí, tak místní autority jsou oprávněny se opřít o následující dekret, který je opravňuje hájit své legitimní zájmy.

## Veřejné mínění
Průzkum z prosince 2012 shledal, že by 37 % Vietnamců podpořilo legalizaci stejnopohlavního manželství, zatímco 58 % bylo proti.
V květnu 2014 podpořilo stejnopohlavní manželství pouze 33,7 % respondentů. 52,9 % bylo proti.
V prosinci 2016 by legalizaci sňatků pro páry stejného pohlaví podpořilo 45 % Vietnamců, zatímco 25 % by bylo proti.